# جاك غودهو
جاك غودهو (بالإنجليزية: Jack Goodhue)‏ هو لاعب اتحاد الرغبي نيوزيلندي، ولد في 13 يونيو 1995 في وانغاري في نيوزيلندا.

## وصلات خارجية
- جاك غودهو على موقع سلسلة سباعيات الرغبي العالمية - رجال (الإنجليزية)
- جاك غودهو عل موقع إسبنسكروم (الإنجليزية)
- جاك غودهو على موقع ItsRugby.co.uk (الإنجليزية)